# Сан Антонио (Кебрадиљас, Порторико)
Сан Антонио (шп. San Antonio, Quebradillas) село је у општини Кебрадиљас у америчкој острвској територији Порторико, острвској држави Кариба.

## Демографија
По попису из 2010. године број становника је 1.711, што је 508 (42,2%) становника више него 2000. године.
| Група             | 2000.         | 2010.         |
| Белци             | 13 (1,1%)     | 7 (0,4%)      |
| Афроамериканци    | 10 (0,8%)     | 102 (6,0%)    |
| Азијати           | 0 (0,0%)      | 9 (0,5%)      |
| Хиспаноамериканци | 1.190 (98,9%) | 1.703 (99,5%) |
| Укупно            | 1.203         | 1.711         |